# 鎌倉市議会
鎌倉市議会（かまくらしぎかい）は、神奈川県鎌倉市に設置されている地方議会（合議制）である。

## 概要
- 定数：26人
- 任期：第21期 4年 （2021年5月15日 - 2025年5月14日）[1]

議会解散が実施されれば任期満了前であっても議員任期は終了する。
- 選挙区：市全体を1選挙区とする大選挙区制（単記非移譲式）
- 議長：池田実（夢みらい鎌倉）
- 副議長：森功一（自民党・無所属の会）

### 関連
- 内閣府公表資料によると、鎌倉市議会における女性参画率は37.5%（9人/24人・令和元年12月31日現在）[2]。

## 運営
- 2014年度の議会費は423,144千円（4億2,314万4,000円）となっている[3]。

### 定例会・臨時会
鎌倉市議会は2月、6月、9月及び12月の年4回定例会が開かれる。この内、2月定例会では市長から提出される新年度予算とそれに関連する議案に対し、各会派の代表者が質問を行なわれる。代表者質問では新年度予算に絡め、向こう1年間、市の政策をどのように進めていこうとしているかなど、各会派の考え方なども示しながら総括的な質問が行われる。代表質問が終了すると予算議案を集中的に審査するための予算特別委員会が設置される。また、9月定例会では前年度の決算認定に関連する議案が提出され、予算同様、審査のための決算特別委員会が設置される。その他に必要に応じて臨時会が開かれる。

### 定例会の流れ
定例会の流れは、原則として「一般質問→議案の提出→議案の提案説明→議案に対する質疑→委員会付託→委員会での審査→委員長報告→質疑・討論→採決」である。

### 議会改革
鎌倉市議会は2015年1月1日に議会改革の一環で、議会基本条例を施行した。議会基本条例の中で、新たに行政側から議員の質問に対して質問する反問権の付与や各委員会の審査で議論を深化させるために議員同士の自由討議の場を設けた。その他にも住民参加を促進するために議会報告会の場を設定した。

## 委員会
- 2021年（令和3年）4月1日付けで、組織の合理化や関連部局間の連携強化を目的として行われた市の機構改革に合わせ鎌倉市議会委員会条例を改正。これに伴い、常任委員会の所管事項に変更と委員会名称が「教育こどもみらい常任委員会」が『教育福祉常任委員会』・「観光厚生常任委員会」が『市民環境常任委員会』に変更となった[6]。

### 常任委員会
鎌倉市議会は議案や請願・陳情をより詳しく審査するため常設の常任委員会を設置している。各常任委員会はそれぞれの所管事項についての議案や請願・陳情を審査・調査する。現在は、条例によって4つの常任委員会が設置されている。
| 委員会名           | 定数 | 所轄事項                                                                                               | 委員長         |
| ------------------ | ---- | --- | -------------- |
| 総務常任委員会     | 6人  | - 市の総合計画 - 財政・税金・人件費・財産管理 - デジタル戦略 - 地域共生 - その他の委員会に属さない事項 | 岡田和則       |
| 教育福祉常任委員会 | 7人  | - 学校・生涯教育 - 文化財 - こども支援・保育 - 福祉・市民健康 - 国民年金                               | 納所輝次       |
| 市民環境常任委員会 | 6人  | - 市民生活・観光・商工業 - 防災・危機管理 - ごみ関連 - 消防                                            | くりはらえりこ |
| 建設常任委員会     | 7人  | - 公園・緑地・崖地対策 - 都市計画・道路 - 下水道・河川 - 農水産業 - 庁舎整備                           | 池田実         |
| 議員運営委員会     | -    | - 定例会の会期 - 議案審査の順番 - 本会議の進行の確認                                                   | 久坂くにえ     |
| 議会広報委員会     | -    | - 議会だよりの編集・発行                                                                               | 武野 裕子      |

## 会派
| 会派名                       | 議席数 | 議員名（◎は代表）                                                                      | 女性議員数 | 女性議員の比率(%) |
| ---------------------------- | ------ | -------------------------------------------------------------------------------------- | ---------- | ----------------- |
| 夢みらい鎌倉                 | 4      | ◎中里成光、前川綾子、日向慎吾、池田実                                                  | 1          | 25.00             |
| 自民党・無所属の会           | 4      | ◎志田一宏、後藤吾郎、森功一、中村聡一郎                                                | 0          | 0                 |
| 公明党鎌倉市議会議員団       | 3      | ◎大石和久、児玉文彦、納所輝次                                                          | 0          | 0                 |
| 日本共産党鎌倉市議会議員団   | 3      | ◎吉岡和江、武野裕子、高野洋一                                                          | 2          | 66.67             |
| 神奈川ネットワーク運動・鎌倉 | 2      | ◎保坂令子、井上三華子                                                                  | 2          | 100               |
| 銀河鎌倉                     | 2      | ◎くりはらえりこ、岡田和則                                                              | 1          | 50.00             |
| 無所属                       | 8      | 千一、くり林こうこう、出田正道、藤本あさこ、久坂くにえ、竹田ゆかり、松中健治、長嶋竜弘 | 3          | 30.00             |
| 計                           | 26     |                                                                                        | 9          | 34.62             |

（2023年6月13日現在）

## 議員報酬と諸手当
| 役職   | 報酬            | 期末手当         | 政務活動費 | 合計支給額        |
| ------ | --------------- | ---------------- | ---------- | ----------------- |
| 議長   | 月額 57万9000円 | 年額 291万8160円 | 月額 5万円 | 年額 1046万6160円 |
| 副議長 | 月額 52万円     | 年額 262万800円  | 月額 5万円 | 年額 946万0800円  |
| 議員   | 月額 47万9000円 | 年額 241万4160円 | 月額 5万円 | 年額 876万2160円  |

- 「鎌倉市議会議員の議員報酬、費用弁償及び期末手当に関する条例」により規定。
- 鎌倉市議会議員の政務活動費は、「鎌倉市議会政務活動費の交付に関する条例 平成25年2月28日 条例第38号」に基づき、会派(2人以上の議員で構成)に対して議員数に乗じた額(1人5万円)を当該年度の4月末までに一括交付。また、政務活動費の残余額がある場合は市に戻入される。
- 地方公務員災害補償法（第69条、第70条）に基づき、「鎌倉市議会議員その他非常勤の職員の公務災害補償等に関する条例 昭和42年12月27日 条例第27号」が定められ、公務災害補償が明記されている。

その他の手当て
鎌倉市議会議員はその他に行政視察など公務で出張するときはその旅費を費用弁償できる。

## 選挙

### 一般選挙
新設合併後
| 任期   | 選挙執行日               | 当日有権者数 | 最終投票率 | 定数 | 立候補者数 | 執行理由   | 任期                         |
| ------ | ------------------------ | ------------ | ---------- | ---- | ---------- | ---------- | ---------------------------- |
| 第22期 | 2025年(令和07年)04月25日 | ---,---人    | --.--%     | --人 | --人       | 任期満了時 |                              |
| 第21期 | 2021年(令和03年)04月25日 | 148,755人    | 48.73%     | 26人 | 39人       | 任期満了   | 2021年4月15日～2025年5月14日 |
| 第20期 | 2017年(平成29年)04月23日 | 147,435人    | 46.33%     | 26人 | 37人       | 任期満了   | 2017年5月15日～2021年5月14日 |
| 第19期 | 2013年(平成25年)04月21日 | 147,835人    | 44.99%     | 26人 | 43人       | 任期満了   | 2013年5月15日～2017年5月14日 |
| 第18期 | 2009年(平成21年)04月26日 | 148,095 人   | 49.91%     | 28人 | 36人       | 任期満了   | 2009年5月15日～2013年5月14日 |
| 第17期 | 2005年(平成17年)04月24日 | 143,741人    | 49.85%     | 28人 | 32人       | 任期満了   | 2005年5月15日～2009年5月14日 |
| 第16期 | 2001年(平成13年)04月22日 | 140,683人    | 52.82%     | 28人 | 36人       | 任期満了   | 2001年5月15日～2005年5月14日 |
| 第15期 | 1997年(平成09年)04月27日 | 138,568人    | 50.46%     | 30人 | 36人       | 任期満了   | 1997年5月15日～2001年5月14日 |
| 第14期 | 1993年(平成05年)04月25日 | 137,835人    | 54.34%     | 30人 | 36人       | 任期満了   | 1993年5月15日～1997年5月14日 |
| 第13期 | 1989年(平成01年)04月23日 | 132,684人    | 57.48%     | 30人 | 34人       | 任期満了   | 1989年5月15日～1993年5月14日 |
| 第12期 | 1985年(昭和60年)04月21日 | 127,490人    | 61.79%     | 30人 | 35人       | 任期満了   | 1985年5月15日～1989年5月14日 |
| 第11期 | 1981年(昭和56年)04月26日 | 122,079人    | 64.34%     | 30人 | 37人       | 任期満了   | 1981年5月15日～1985年5月14日 |
| 第10期 | 1977年(昭和52年)05月08日 | 116,867人    | 65.18%     | 30人 | 35人       | 任期満了   | 1977年5月15日～1981年5月14日 |
| 第09期 | 1973年(昭和48年)05月13日 | 105,564人    | 73.15%     | 30人 | 47人       | 任期満了   | 1973年5月15日～1977年5月14日 |
| 第08期 | 1969年(昭和44年)05月11日 | 092,202人    | 68.17%     | 30人 | 41人       | 任期満了   | 1969年5月15日～1973年5月14日 |
| 第07期 | 1965年(昭和40年)05月10日 | 078,030人    | 70.37%     | 30人 | 47人       | 任期満了   | 1965年5月15日～1969年5月14日 |
| 第06期 | 1961年(昭和36年)05月10日 | 062,760人    | 74.93%     | 30人 | 51人       | 任期満了   | 1961年5月15日～1965年5月14日 |
| 第05期 | 1957年(昭和32年)05月10日 | 053,583人    | 77.35%     | 30人 | 54人       | 任期満了   | 1957年5月15日～1961年5月14日 |
| 第04期 | 1953年(昭和28年)05月12日 | 050,097人    | 72.78%     | 30人 | 61人       | 任期満了   | 1953年5月15日～1957年5月14日 |
| 第03期 | 1949年(昭和24年)05月15日 | 045,932人    | 76.83%     | 36人 | 68人       | 任期満了   | 1949年5月15日～1953年5月14日 |
| 第02期 | 1947年(昭和22年)04月30日 | 030,452人    | 69.58%     | 36人 | 58人       | 任期満了   | 1947年5月15日～1949年5月14日 |
| 第01期 | 1940年(昭和15年)02月21日 | 006,072人    | 84.58%     | 36人 | 46人       | 任期満了   | 1940年5月15日～1947年5月14日 |

### 補欠選挙
| 選挙執行日               | 当日有権者数 | 最終投票率 | 定数 | 立候補者数 | 執行理由 | 任期   |
| ------------------------ | ------------ | ---------- | ---- | ---------- | -------- | ------ |
| 1950年(昭和30年)04月10日 | 52,298人     | 62.82%     | 1人  | 3人        | 欠員     | 調査中 |
| 1947年(昭和27年)10月05日 | 50,926人     | 45.45&     | 1人  | 4人        | 欠員     | 調査中 |

その他
- 鎌倉市域で任期を有する政治家（鎌倉市 タウンニュース政治の村HP）[13]